# Tellico
Tellico è un software per la catalogazione di piccole collezioni di oggetti per il desktop KDE. Fornisce dei modelli pronti per libri, bibliografie, video, musica, giochi, monete, francobolli, carte, fumetti e vini. Tellico è software libero rilasciato con licenza GNU.